# 日向瞳
日向 瞳（ひゅうが ひとみ、1984年7月11日 - ）は日本の元女優。元ビックアップル→元メーカーズカンパニー所属。バトルロワイアルで榊祐子を演じた。

## 出演

### 映画
- バトル・ロワイアル（2000年） - 榊祐子 役
- バトル・ロワイアル【特別篇】（2001年） - 榊祐子 役

### バラエティ
- もっとアイドルダウンロードショー（BSフジ）

### 舞台
- PROPAGANDA STAGE ロミオ&ジュリエット21c（2001年、中野ザ・ポケット） - リン 役
- PROPAGANDA STAGE 飛龍伝～あのシュプレヒコールの波濤を越えて～（2003年、東京芸術劇場小ホール2） - 加藤奈津子 役

### その他
- ASIAN美少女ファイル - ラジオパーソナリティ